# Lista de reservas da biosfera em África
Reservas da Biosfera são porções de ecossistemas terrestres ou costeiros onde se procuram meios de reconciliar a conservação da biodiversidade com o seu uso sustentável; são propostas pelos países membros da UNESCO, que se comprometem a realizar a sua gestão e, quando preenchem os critérios, são reconhecidas internacionalmente.
Em Junho de 2017 estavam estabelecidas 75 reservas da biosfera em 28 países africanos, apresentados seguidamente com o ano da respetiva inscrição.

## África do Sul
- A Reserva da Biosfera de Kogelberg 1998
- A Reserva da Biosfera da Costa Ocidental do Cabo 2000 (extensão em 2003)
- A Reserva da Biosfera de Waterberg 2001
- A Reserva da Biosfera do Kruger a Canyons 2001
- A Reserva da Biosfera de Cape Winelands 2007
- A Reserva da Biosfera de Vhembe 2009
- A Reserva da Biosfera de Gouritz Cluster 2015
- A Reserva da Biosfera de Magaliesberg 2015
- A Reserva da Biosfera de Garden Route 2017

## Benin
- A Reserva da Biosfera de Pendjari  1986
- A região “W” do rio Níger, incluindo o Parque Nacional W do Níger (1996; extensão para os países vizinhos Benim e Burkina Faso em 2002)
- A Reserva da Biosfera Transfronteiriça Mono (Benim/Togo) 2017

## Botswana
(nenhuma até 2017)

## Burkina Faso
- A Reserva da Biosfera do Lago dos Hipopótamos 1986
- A região “W” do rio Níger, em conjunto com o Parque Nacional W do Níger (1996; extensão para os países vizinhos Benin e Burkina Faso em 2002)

## Camarões
- A Reserva da Biosfera de Waza 1979
- A Reserva de Fauna de Dja 1981
- A Reserva da Biosfera de Benoué 1981

## Congo
- A Reserva da Biosfera de Odzala 1977
- A Reserva da Biosfera de Dimonika 1988

## Costa do Marfim
- O Parque Nacional de Taï 1977
- O Parque Nacional de Comoé 1983
- A Reserva da Natureza do Monte Nimba 1982 (em conjunto com a reserva com o mesmo nome na Guiné)

## Etiópia
- A Reserva da Biosfera de Kafa (2010)
- A Reserva da Biosfera de Yayu (2010)
- A Reserva da Biosfera de Sheka (2012)
- A Reserva da Biosfera do Lago Tana (2015)
- A Reserva da Biosfera da Floresta Majang (2017)

## Gabão
- A Reserva da Biosfera de Ipassa-Makokou  1983

## Gâmbia
(nenhuma até 2017)

## Gana
- A Reserva da Biosfera de Bia  1983
- A Reserva da Biosfera de Songor  2011
- A Reserva da Biosfera do Lago Bosomtwe  2016

## Guiné
- A Reserva da Natureza do Monte Nimba 1980 (em conjunto com a reserva com o mesmo nome na Guiné)
- A Reserva da Biosfera do Maciço du Ziama  1980
- A Reserva da Biosfera de Badiar  2002 (adjacente à Reserva da Biosfera de Niokolo-Koba no Senegal
- O Parque Nacional do Alto Níger  2002

## Guiné-Bissau
- O Arquipélago dos Bijagós  1996

## Líbia
(nenhuma até 2017)

## Madagáscar
- A Reserva da Biosfera de Mananara Nord  1990
- A área protegida marinha e costeira de Sahamalaza-Ilhas Radama  2001
- O litoral de Toliara 2003:
  - Parque Nacional do Tsingy de Namoroka 1927
  - Parque Nacional da Baia de Baly‎ 1997
  - Reserva Kalambatritra
  - Reserva Natural Integral do Tsingy de Bemaraha
  - Floresta Tropical Húmida de Atsinanana
  - Parque Nacional de Masoala
- A Reserva da Biosefera Belo-sur-Mer—Kirindy-Mite 2016

## Malawi
- A Reserva da Biosfera do Monte Mulanje 2000
- A Reserva da Biosfera do Pântano do Lago Chilwa 2006

## Mali
- Parque Nacional da Curva do Rio Baoulé  1982

## Maurícia
- A Reserva da Biosfera de Macchabee/Bel Ombre  1977, incluindo o  Parque Nacional de Black River Gorges

## Mauritânia
- A Reserva da Biosfera Transfronteiriça Delta do Fleuve Sénégal (Mauritânia/Senegal) 2005

## Moçambique
(nenhuma até 2017)

## Níger
- Reservas da Natureza de Aïr e de Ténéré 1997
- Parque Nacional W do Níger 1996 (em conjunto com o Benin e Burkina Faso) 2002
- A Reserva da Biosfera Gadabedji 2017

## Nigéria
- A Reserva Integral da Natureza de Omo 1977

## Quénia
- O Parque Nacional do Monte Quénia 1978
- O Monte Kulal 1978
- A região costeira de Malindi-Watamu 1979, com a Reserva Marinha Nacional de Watamu, a Reserva Florestal de Arabuko-Sokoke e a Reserva Marinha Nacional de Malindi
- A Reserva Marinha Nacional de Kiunga 1980
- O Parque Nacional de Amboseli  1991
- O Parque Nacional do Monte Elgon 2003

## República Centro-Africana
- A Floresta de Basse-Lobaye 1977
- A Área de Conservação de Bamingui-Bangoran 1979

## República Democrática do Congo
- A Reserva da Biosfera de Yangambi 1976
- A Reserva da Biosfera de Luki 1976
- A Reserva da Biosfera de Lufira 1982

## Ruanda
- A Reserva da Biosfera dos Vulcões 1983, dentro do Parque Nacional dos Vulcões (contíguo ao Parque Nacional de Virunga na República Democrática do Congo e da Reserva de Caça dos Gorilas no Uganda) 1983

## São Tomé e Príncipe
- A Reserva da Biosfera da Ilha do Príncipe 2012

## Senegal
- A Reserva da Biosfera de Samba Dia 1979
- O Parque Nacional do Delta do Saloum 1980
- O Parque Nacional de Niokolo-Koba 1981
- A Reserva da Biosfera Transfronteiriça Delta do Fleuve Sénégal (Mauritânia/Senegal) 2005
- A Reserva da Biosfera Ferlo 2012

## Seychelles
(nenhuma até 2017)

## Tanzânia
- A área de conservação de Ngorongoro 1981 e o Parque Nacional de Serengeti 1981 constituem em conjunto uma Reserva da Biosfera, visto que formam um ecossistema complexo (alargada em 2017)
- O Parque Nacional do Lago Manyara 1981 (alargada em 2017]]
- A Reserva da Biosfera do leste das montanhas Usambara 2000 (alargada em 2017)
- A Reserva da Biosfera da Baía Jozani-Chwaka 2017

## Togo
- A Reserva da Biosfera Oti-Kéran/Oti-Mandouri 2011
- A Reserva da Biosfera Transfronteiriça Mono (Benim/Togo) 2017

## Uganda
- O Parque Nacional da Rainha Elizabeth 1979
- A Reserva da Biosfera do Monte Elgon 2005

## Zâmbia
(nenhuma até 2017)

## Zimbabwe
- A Reserva da Biosfera do Middle Zambezi 2010